# Монголия на зимних Олимпийских играх 1992
Монголия принимала участие в Зимних Олимпийских играх 1992 года в Альбертвиле (Франция) в седьмой раз за свою историю, но не завоевала ни одной медали. 

## Результаты соревнований

#### Конькобежный спорт
Спортсменов — 2
Мужчины
| Соревнование  | Спортсмены                | Результат  | Отставание | Место |
| ------------- | ------------------------- | ---------- | ---------- | ----- |
| 1000 метров   | Алтангадасын Содномдаржаа | 1:21,40 PB | +6,55      | 42    |
| 1500 метров   | Алтангадасын Содномдаржаа | 2:05,43    | +10,62     | 43    |
| 5000 метров   | Нямдондовын Ганболд       | 7:30,07    | +30,10     | 31    |
| 10 000 метров | Нямдондовын Ганболд       | 15:18,56   | +1:06,44   | 29    |

#### Лыжные гонки
Спортсменов — 2
Мужчины
| Соревнование                 | Спортсмены        | Результат | Отставание | Место |
| ---------------------------- | ----------------- | --------- | ---------- | ----- |
| 10 км классическим стилем    | Гонгорын Мерей    | 35:05,9   | +7:29,9    | 82    |
| 10 км классическим стилем    | Зийцагааны Ганбат | 35:10,3   | +7:34,3    | 83    |
| гонка преследования 10+15 км | Гонгорын Мерей    | 53:11,9   | +15:10,0   | 77    |
| гонка преследования 10+15 км | Зийцагааны Ганбат | 54:48,4   | +16:46,5   | 84    |
| 30 км классическим стилем    | Гонгорын Мерей    | 1:42:33,1 | +20:05,3   | 73    |
| 30 км классическим стилем    | Зийцагааны Ганбат | 1:44:45,6 | +22:17,8   | 78    |
| 50 км свободным стилем       | Гонгорын Мерей    | 2:32:27,2 | +28:45,7   | 64    |
| 50 км свободным стилем       | Зийцагааны Ганбат | DNF       | —          | —     |